# Rodelinde
Rodelinde (også Rodelinda; ca. 510 - ?) var en thüringsk prinsesse og dronning hos langobarderne, der levede i slutningen af det 5. og starten af det 6. århundrede.
Rodelinde var datter af thüringernes konge Herminafried og hans kone Amalaberga og søster til Amalafrid. Efter at thüringernes rige var blevet ødelagt i 531, undslap Rodelinde med sin mor og bror, først til Ravenna, hvor hendes onkel og ostrogoternes konge Theodahad regerede. I år 540 indtog den byzantinske general Belisar Ravenna, og sendte dem alle tre til den byzantinske kejser Justinian i Konstantinopel. Justinian giftede Rodelinde væk til den langobardiske konge Audoin for at cementere en alliance mellem langobarderne og Byzans. Med Audoin fik hun sønnen Alboin, ligeledes langobardisk konge. Senere lod Audoin sig skille fra Rodelinde for i stedet at gifte sig med en niece af Teoderik den Store for derved bedre at stå sig i folkevandringstidens magtkampe.
Rodelindes liv gav inspiration til Händels opera Rodelinda regina de' Longobardi.